# Aphonopelma marxi
Aphonopelma marxi är en spindelart som först beskrevs av Simon 1891.  Aphonopelma marxi ingår i släktet Aphonopelma och familjen fågelspindlar. Inga underarter finns listade i Catalogue of Life.